# Ligne du Sørland
La ligne du Sørland (Sørlandsbanen en norvégien) -c'est-à-dire du sud du pays- est une ligne ferroviaire qui va de la gare centrale d'Oslo, qui passe par Kongsberg et se termine à Stavanger via Kristiansand.

## Définition
Pour la NSB, la ligne du Sørland va d'Oslo à Stavanger. Mais la  liaison entre Egersund et Stavanger est le fait de la ligne de Jær (aujourd'hui devenue partie de la ligne du Sørland). De plus la liaison entre Oslo et Drammen est le fait de la ligne de Drammen. De fait, c'est pour simplifier que l'on désigne par ligne du Sørland la liaison Oslo - Stavanger car la ligne du Sørland est composée de plusieurs lignes. Enfin, la gare de Kristiansand est également un terminus de la ligne, subdivisant la ligne du Sørland en deux branches :
- la branche ouest allant d'Egersund à Kristiansand ;
- la branche est allant de Kristiansand à Oslo.

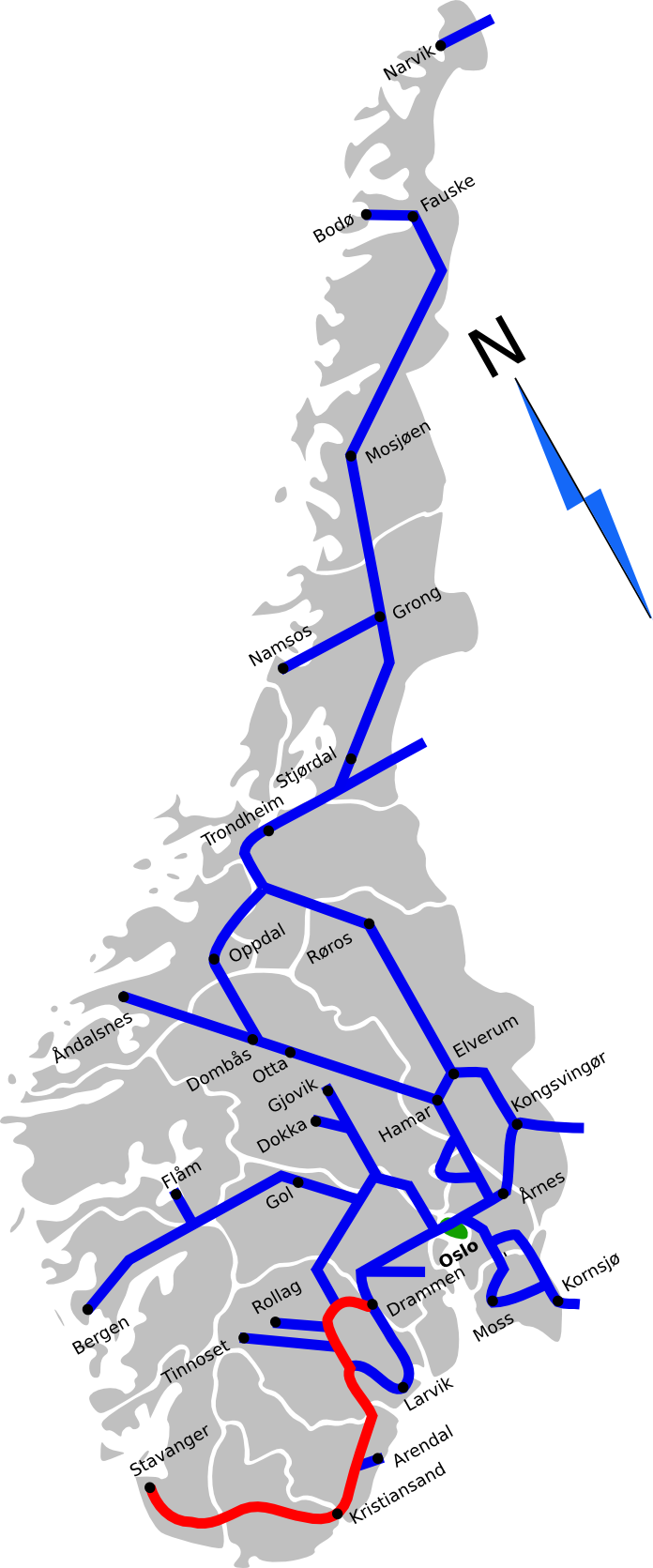

## Histoire
Le chemin de fer a été construit en plusieurs phases, la première section fut mise en service en 1871 et la dernière pas en 1944. Bien qu'il y ait eu un travail de construction continuelle d'Oslo vers l'ouest jusqu'à Moi, la ligne de Jær d'Egersund à Stavanger, fut mise en service en 1878. Jusqu'en 1913, le nom utilisé sur les plans était Vestlandet line.
La ligne du Sørland a été complétée par les forces d'occupation allemande pendant la Seconde Guerre mondiale. La ligne fut totalement opérationnelle le 1er mai 1944. La ligne était un maillon important de communication, pour le transport des troupes et du matériel de guerre. De longues étendues de la ligne du Sørland sont éloignées de la côte, au lieu de longer le littoral plus densément peuplé. Une raison à cela était de protéger la ligne des forces d'invasion, et aussi d'éviter à la ligne d'être bombardée par des navires.
Le 15 novembre 1950, la catastrophe ferroviaire de Hjuksebø tua 14 personnes dans une collision.

### Formation de la ligne
Drammenbanen (auparavant ligne de Kristiania-Drammen):
- Oslo V (Vestbanestasjonen), depuis 1989 gare centrale d'Oslo–Drammen, ouvert le 7 octobre 1872, mise en voie standard en 1920.

Randsfjordbanen (en partie):
- Drammen–Hokksund, ouverte le 15 novembre 1866, voie standard en 1909.
- Hokksund–Kongsberg, (ligne secondaire) ouverte le 9 novembre 1871, voie standard en 1909.
- Kongsberg–Hjuksebø, (reliée à la Bratsbergbanen) ouverte le 11 février 1920.

Bratsbergbanen (en partie):
- Hjuksebø–Nordagutu, ouverte le 11 février 1920.

Sørlandsbanen (originale)
- Nordagutu–Gvarv, ouverte le 18 décembre 1922.
- Gvarv–Bø, ouverte le 1er décembre 1924.
- Bø–Lunde, ouverte le 15 décembre 1925.
- Lunde–Neslandsvatn(–Kragerø) ouverte le 1er décembre 1927.
- Neslandsvatn–Nelaug(–Arendal) (appelée par la suite Arendalsbanen), ouverte le 10 novembre 1935.
- Nelaug–Grovane, ouverte le 22 juin 1938.
- Grovane–Kristiansand, voie standard le 14 mai 1938. (le tronçon gare de Grovane – Kristiansand était jusqu'à cette date une partie de la Setesdalsbanen)
- Kristiansand–Sira–Tronviken, ouverte le 1er mars 1943.

Flekkefjordbanen (en partie):
- Tronviken–Moi–Egersund, voie standard le 1er mai 1944.

Jærbanen:
- Egersund–Stavanger, voie standard le 1er mai 1944.

## Gares desservies
- Oslo
- voir ligne de Drammen
- Drammen
- Gulskogen
- Mjøndalen
- Hokksund
- connexion ligne de Randsfjord
- Vestfossen
- Darbu
- Kongsberg
- connexion ligne de Numedal
  - Buskerud
  - Vestfold og Telemark
- Nordagutu
- connexion ligne de Bratsberg
- Bø
- Lunde
- Drangedal
- Neslandsvatn
  - Vestfold og Telemark
  - Agder
- Gjerstad
- Vegårshei
- Nelaug
- connexion ligne d'Arendal
  - Aust-Agder
  - Vest-Agder
- Vennesla
- Kristiansand
- Nodeland
- Breland
- Marnardal
- Audnedal
- Snartemo
- Storekvina
- Gyland
- Sira
- connexion ligne de Flekkefjord
  - Vest-Agder
  - Rogaland
- Moi
- Egersund
- voir ligne de Jær
- Stavanger